# Let Me Out (canción de Dover)
«Let Me Out» es una canción de la banda española Dover. Fue el sencillo de presentación del álbum Follow the city lights. Es la primera canción de la etapa electropop que el grupo madrileño dio a conocer a inicios de septiembre del 2006, y que con el sencillo promocional salió a la venta el 18 de octubre del mismo año. La reinvención del grupo provocó un estallido de fama de éste, algo inédito dentro de su historia.
En 2005, Amparo Llanos tuvo la idea de escribir una canción dance, cuando se le ocurrió la melodía no disponía de una grabadora así que tuvo que dejarse un mensaje en el contestador de su teléfono móvil para grabarla. De este modo, lo compuso a finales de 2005, ya que tenía pensado incluir el tema como una rareza dentro de su próximo álbum. Cuando Cristina Llanos añadió letra y el resto del grupo escuchó el tema, decidieron que todo el disco estaría dirigido a un nuevo sonido alrededor del género del electropop. Fue parte de "40. El Musical" y también pieza del musical "Viva la Resistencia" (a favor de la prevención del cáncer de cuello de útero), aunque la letra en esta última es diferente a la original.
La misma semana en la que salió la canción, alcanzó el número uno de descargas en iTunes, y el videoclip grabado y editado por Struendo Filmakers fue el octavo más visto del planeta, en cuanto a la categoría de música.
El sencillo también consiguió el número uno en las listas que no habían logrado tener desde 2001, por dos semanas consecutivas y una no consecutiva. También recibieron triple disco de platino por 60.000 descargas legales y ventas físicas.

## Premios y nominaciones
| Año  | Ceremonia              | Categoría                                | Resultado |
| ---- | ---------------------- | ---------------------------------------- | --------- |
| 2006 | Premios Ondas          | Mejor Canción por "Let Me Out"           | Ganador   |
| 2006 | Premios 40 Principales | Mejor Videoclip por "Let Me Out"         | Nominado  |
| 2007 | Premios de la Música   | Mejor Canción por "Let Me Out"           | Nominado  |
| 2007 | Premios de la Música   | Mejor Videoclip Musical por "Let Me Out" | Ganador   |

## Lista de canciones
| N.º   | Título                              | Duración |  |
| 1.    | «Let Me Out (Álbum Versión)»        | 4:24     |  |
| 2.    | «Let Me Out (Radio Edit)»           | 3:41     |  |
| 3.    | «Let Me Out (Instrumental Versión)» | 4:23     |  |
| 12:28 |                                     |          |  |

## Posicionamiento en listas
| País   | Lista              | Mejor posición |
| ------ | ------------------ | -------------- |
| España | Los 40 principales | 1              |